# Xã Twin Lakes, Quận Carlton, Minnesota
Xã Twin Lakes (tiếng Anh: Twin Lakes Township) là một xã thuộc quận Carlton, tiểu bang Minnesota, Hoa Kỳ. Năm 2010, dân số của xã này là 2.108 người.